# Tony Jaa
Tatchakorn Yeerum  (n. 5 februarie 1976, Surin, Thailanda) (în thailandeză: ทัชชกร ยีรัมย์  rtgs: Thatchakon Yeeram), cunoscut mai bine pe plan internațional ca Tony Jaa și în Thailanda, în calitate de Jaa Phanom, este un actor, coregraf de acțiune, cascador și regizor thailandez. Este cunoscut pentru filmele: Ong-Bak: Muay Thai Warrior (2003), Tom-Yum-Goong (2005), Ong Bak 2: The Beginning II (2015).

## Biografie
Tony Jaa s-a născut și a crescut într-o zonă rurală din Surin, Thailanda, în familia lui Rin (née Saipetch) și Thongdee Yeerum.  A absolvit la Institutul de Educație Fizică Maha Sarakham. Orașul său natal este la 400 km de Bangkok. Pe măsură ce a crescut, el a vizionat filme cu: Bruce Lee, Jackie Chan și Jet Li la târgurile templului, care a fost inspirația sa de a învăța artele marțiale. 
"Ceea ce au făcut a fost atât de frumos, atât de eroic încât am vrut să o fac și eu "[referire la Chan, Lee și Li], a declarat Tony la Time într-un interviu din 2004. 
Începând cu vârsta de la 10 ani, a început să se antreneze în Muay Thai la templul local, iar la vârsta de 15 ani a cerut să devină protector al regizorului de acțiune Panna Rittikrai. Panna l-a instruit pe Tony să participe la Colegiul de Educație Fizică Maha Sarakham din provincia Maha Sarakham. Tony Jaa are un record Muay Thai cu 5 victorii și 0 pierdute.
Deși s-a născut în Thailanda, Jaa este de fapt de origine Kuy și poate vorbi limba  thailandeza, Khmer de Nord (limba de aproximativ 50% din populația din Surin) și limba Kuy

## Viața personală
Tony Jaa și-a înregistrat oficial căsătoria cu prietena lui, Piyarat Chotiwattananont pe 29 decembrie 2011. Ceremonia de nuntă a avut loc pe 3 mai 2012. Cuplul are o fiică.

## Cariera

### Actoria
Împreună, Panna și Jaa au dezvoltat un interes în muay boran, predecesorul muay Thai au lucrat și au instruit timp patru ani de artă, cu intenția de a dezvolta un film despre el. În cele din urmă, au reușit să reunească un scurt-metraj ce arăta ce ar putea face Jaa cu ajutorul instructorului Mark Harris. Unul dintre cei cărora le-a arătat, a fost producătorul-director Prachya Pinkaew, care a fost impresionat.
Rolul lui Jaa in filmul Ong-Bak: Muay Thai Warrior, a făcut toate cascadoriile fără asistență mecanică sau cu efecte generate de calculator și a prezentat stilul său de acrobație extremă și mișcări rapide. Accidentările suferite în filmare au inclus o leziune a ligamentelor și o gleznă răsturnată. O scenă a filmului a implicat lupta cu un alt actor, în timp ce pantalonii lui erau pe foc. "De fapt, am fost ars", a spus el într-un interviu din 2005. "A trebuit să mă concentrez pentru că, odată ce pantalonii mei au fost în foc, flăcările s-au răspândit în sus foarte repede și mi-au ars sprâncenele, genele și nasul. Apoi am avut de a face cu încă câteva eforturi pentru a face bine." 
Cel de-al doilea film major al său a fost Tom-Yum-Goong (The Protector), numit după un tip de supă thailandeză și incluzând un stil de muay thai care imită elefanții.
În august 2006, el a fost la New York pentru a promova lansarea americană a The Protector.

### Viață monahală
Pe 28 mai 2010, Jaa a devenit călugăr budist la templul budist din Surin, Thailanda. După ce a părăsit mănăstirea, a acceptat o ofertă a companiei cinematografice Sahamongkol și s-a filmat în Tom Yum Goong 2.

## Filmografie
| Anul | Titlu                             | Personaj       |
| ---- | --------------------------------- | -------------- |
| 1994 | Spirited Killer                   |                |
| 1996 | Hard Gun                          |                |
| 1996 | Mission Hunter 2 (Battle Warrior) |                |
| 1997 | Mortal Kombat: Annihilation       |                |
| 2001 | Nuk leng klong yao                |                |
| 2003 | Ong-Bak: Muay Thai Warrior        | Ting           |
| 2004 | The Bodyguard                     | Himself        |
| 2005 | Tom-Yum-Goong                     | Kham           |
| 2007 | The Bodyguard 2                   | Himself        |
| 2008 | Ong Bak 2: The Beginning          | Tien           |
| 2010 | Ong Bak 3                         | Tien           |
| 2013 | Tom Yum Goong 2                   | Kham           |
| 2013 | A Man Will Rise                   | Unknown        |
| 2014 | Skin Trade                        | Tony Vitayakul |
| 2015 | Furious 7                         | Kiet           |
| 2015 | SPL II: A Time For Consequences   | Chai           |
| 2016 | Never Back Down: No Surrender     | Himself        |
| 2017 | XXX: Return of Xander Cage        | Talon          |
| 2017 | Paradox                           | Tak            |
| 2017 | Triple Threat                     | Payu           |
| 2017 | SPL III : War Needs Lord          |                |
| 2018 | Cheung Tin-chi                    |                |

## Premii și nominalizări
| An   | Premiu                                    | Categorie                               | Lucrare       | Rezultat    |
| ---- | ----------------------------------------- | --------------------------------------- | ------------- | ----------- |
| 2003 | Star Entertainment Awards                 | Actor în rolul principal al anului      | Ong-Bak       | câștigat    |
| 2004 | Thailand National Film Association Awards | Cel mai bun actor                       | Ong-Bak       | Nominalizat |
| 2005 | Thailand National Film Association Awards | Premiul de onoare                       | Tom-Yum-Goong | câștigat    |
| 2006 | Online Film Critics Society Awards        | Cea mai bună performanță de descoperire | Ong-Bak       | Nominalizat |
| 2008 | Top Awards                                | Imaginea anului                         | Ong Bak 2     | câștigat    |
| 2009 | Nine Entertain Awards                     | Imaginea anului                         | Ong Bak 2     | câștigat    |
| 2009 | Chalermthai Awards                        | Imaginea anului                         | Ong Bak 2     | Nominalizat |
| 2009 | Thailand National Film Association Awards | Cel mai bun actor                       | Ong Bak 2     | Nominalizat |
| 2010 | Top Awards                                | Actor în rolul principal al anului      | Ong Bak 3     | Nominalizat |
| 2011 | Deauville Asian Film Festival             | Cel mai bun actor                       | Ong Bak 3     | Nominalizat |